# Première circonscription de l'Oise (1958-1986)
La première circonscription de l'Oise est une ancienne circonscription législative de l'Oise sous la Cinquième République de 1958 à 1986.

## Description géographique, historique et démographique
Par ordonnance du 13 octobre 1958 relative à l'élection des députés à l'Assemblée nationale, la première circonscription est créée et est délimitée par les cantons suivants :
- Canton de Beauvais-Nord-Est
- Canton de Breteuil
- Canton de Crèvecœur-le-Grand
- canton de Formerie
- Canton de Froissy
- Canton de Grandvilliers
- Canton de Maignelay-Montigny
- Canton de Marseille-en-Beauvaisis
- Canton de Nivillers
- Canton de Ressons-sur-Matz[1].

La circonscription regroupe une partie de l'arrondissement de Beauvais, une partie de l'arrondissement de Clermont et un canton de l'arrondissement de Compiègne.
En 1971, Maignelay, chef-lieu du Maignelay, se regroupent avec la commune de Montigny pour former la commune de Maignelay-Montigny. Le canton prend le nom du nouveau chef-lieu.
Par décret du 20 janvier 1982, le canton de Beauvais-Nord-Est est divisé en deux nouveaux cantons, celui de Beauvais-Nord-Ouest et l'autre canton reprend le nom de Beauvais-Nord-Est. Cette scission n’entraîne pas de redéfinition des limites de la circonscription. 
La loi organique du 10 juillet 1985 entraîne la suppression de la circonscription lors des élections législatives de 1986 qui se sont déroulées selon un mode de scrutin proportionnel à un seul tour par listes départementales. Elle dote également le département de l'Oise de sept députés pour la prochaine législature au lieu de cinq depuis le début de la Ve République.
Les lois organiques du 11 juillet 1986 et du 24 novembre 1986 recréent la première circonscription de l'Oise selon un nouveau découpage et en tenant compte du nombre de sept députés pour représenter le département de l'Oise à l'Assemblée nationale,,. La nouvelle circonscription reprend quasiment le découpage de 1958 sauf que les cantons Formerie, de Grandvilliers et de Ressons-sur-Matz sont détachées pour intégrer la deuxième circonscription pour les deux premiers et la sixième circonscription pour le dernier. Le canton de Saint-Just-en-Chaussée rejoint la première circonscription.

## Description politique
| Législature | Début de mandat | Fin de mandat  | Député          | Parti politique | Observations                                                                               |
| ----------- | --------------- | -------------- | --------------- | --------------- | ------------------------------------------------------------------------------------------ |
| Ire         | 9 décembre 1958 | 9 octobre 1962 | Marcel Dassault | UNR             | Mandat écourté à la suite d'une dissolution parlementaire décidée par Charles de Gaulle.   |
| IIe         | 6 décembre 1962 | 2 avril 1967   | Marcel Dassault | UNR-UDT         |                                                                                            |
| IIIe        | 3 avril 1967    | 30 mai 1968    | Marcel Dassault | UD-Ve           | Mandat écourté à la suite d'une dissolution parlementaire décidée par Charles de Gaulle.   |
| IVe         | 11 juillet 1968 | 1er avril 1973 | Marcel Dassault | UDR             |                                                                                            |
| Ve          | 2 avril 1973    | 2 avril 1978   | Marcel Dassault | UDR-RPR         |                                                                                            |
| VIe         | 3 avril 1978    | 22 mai 1981    | Marcel Dassault | RPR             | Mandat écourté à la suite d'une dissolution parlementaire décidée par François Mitterrand. |
| VIIe        | 2 juillet 1981  | 1er avril 1986 | Marcel Dassault | RPR             |                                                                                            |

## Historique des résultats

### Élections législatives de 1958
| Candidat       | Candidat            | Parti          | Premier tour | Premier tour | Second tour | Second tour |  |
| Candidat       | Candidat            | Parti          | Voix         | %            | Voix        | %           |  |
| -------------- | ------------------- | -------------- | ------------ | ------------ | ----------- | ----------- |  |
|                | Marcel Dassault élu | UNR            | 17 522       | 44,17        | 20 269      | 53,10       |  |
|                | Maurice Segonds     | SFIO           | 7 850        | 19,79        | 11 096      | 29,07       |  |
|                | Daniel Fournal      | CRR            | 7 289        | 18,38        | Retrait     | Retrait     |  |
|                | Antoine Pelletier   | PCF            | 7 004        | 17,66        | 6 808       | 17,83       |  |
|                |                     |                |              |              |             |             |  |
| Inscrits       | Inscrits            | Inscrits       | 50 097       | 100,00       | 50 074      | 100,00      |  |
| Abstentions    | Abstentions         | Abstentions    | 8 841        | 17,65        | 10 099      | 20,17       |  |
| Votants        | Votants             | Votants        | 41 256       | 82,35        | 39 975      | 79,83       |  |
| Blancs et nuls | Blancs et nuls      | Blancs et nuls | 1 591        | 3,86         | 1 802       | 4,51        |  |
| Exprimés       | Exprimés            | Exprimés       | 39 665       | 96,14        | 38 173      | 95,49       |  |

Le suppléant de Marcel Dassault était le Docteur Jean Natali.

### Élections législatives de 1962
|                | Marcel Dassault sortant réélu | UNR-UDT        | 23 875 | 60,80  |  |  |  |
|                | Maurice Segonds               | SFIO           | 7 127  | 19,05  |  |  |  |
|                | Antoine Pelletier             | PCF            | 6 417  | 17,15  |  |  |  |
|                |                               |                |        |        |  |  |  |
| Inscrits       | Inscrits                      | Inscrits       | 50 704 | 100,00 |  |  |  |
| Abstentions    | Abstentions                   | Abstentions    | 11 640 | 22,96  |  |  |  |
| Votants        | Votants                       | Votants        | 39 064 | 77,04  |  |  |  |
| Blancs et nuls | Blancs et nuls                | Blancs et nuls | 1 645  | 4,21   |  |  |  |
| Exprimés       | Exprimés                      | Exprimés       | 37 419 | 95,79  |  |  |  |

Le suppléant de Marcel Dassault était le Docteur Jean Natali.

### Élections législatives de 1967
|                    | Marcel Dassault sortant réélu | UD-Ve          | 23 140 | 52,06  |  |  |  |
|                    | Robert Dusert                 | PCF            | 8 025  | 18,06  |  |  |  |
|                    | Maurice Segonds               | FGDS (SFIO)    | 7 957  | 17,90  |  |  |  |
|                    | Michel Lelièvre               | CD (PDM)       | 5 325  | 11,98  |  |  |  |
|                    |                               |                |        |        |  |  |  |
| Inscrits           | Inscrits                      | Inscrits       | 51 123 | 100,00 |  |  |  |
| Abstentions        | Abstentions                   | Abstentions    | 5 419  | 10,6   |  |  |  |
| Votants            | Votants                       | Votants        | 45 704 | 89,4   |  |  |  |
| Blancs et nuls     | Blancs et nuls                | Blancs et nuls | 1 257  | 2,75   |  |  |  |
| Exprimés           | Exprimés                      | Exprimés       | 44 447 | 97,25  |  |  |  |
| Source : Data.gouv |                               |                |        |        |  |  |  |

Le suppléant de Marcel Dassault était Pierre Jacoby, maire de Beauvais, conseiller général du canton de Beauvais-Nord-Est.

### Élections législatives de 1968
|                                     | Marcel Dassault sortant réélu | UDR (URP)      | 27 870 | 62,70  |  |  |  |
|                                     | Maurice Segonds               | FGDS (SFIO)    | 8 726  | 19,63  |  |  |  |
|                                     | Robert Dusert                 | PCF            | 7 855  | 17,67  |  |  |  |
|                                     |                               |                |        |        |  |  |  |
| Inscrits                            | Inscrits                      | Inscrits       | 53 437 | 100,00 |  |  |  |
| Abstentions                         | Abstentions                   | Abstentions    | 7 497  | 14,03  |  |  |  |
| Votants                             | Votants                       | Votants        | 45 940 | 85,97  |  |  |  |
| Blancs et nuls                      | Blancs et nuls                | Blancs et nuls | 1 489  | 3,24   |  |  |  |
| Exprimés                            | Exprimés                      | Exprimés       | 44 451 | 96,76  |  |  |  |
| Source : Données du CDSP et CEVIPOF |                               |                |        |        |  |  |  |

Le suppléant de Marcel Dassault était Pierre Jacoby (décédé en 1972).

### Élections législatives de 1973
| Candidat           | Candidat                      | Parti                 | Premier tour | Premier tour | Second tour | Second tour |  |
| Candidat           | Candidat                      | Parti                 | Voix         | %            | Voix        | %           |  |
| ------------------ | ----------------------------- | --------------------- | ------------ | ------------ | ----------- | ----------- |  |
|                    | Marcel Dassault sortant réélu | UDR (URP)             | 24 071       | 48,30        | 27 814      | 56,45       |  |
|                    | Walter Amsallem               | PS (UGSD)             | 11 142       | 22,36        | 21 457      | 43,55       |  |
|                    | François Le Moustarder        | PCF                   | 8 736        | 17,53        | Retrait     | Retrait     |  |
|                    | Michel Lelièvre               | CD (MR)               | 5 033        | 10,10        |             |             |  |
|                    | Achille Lemaire               | Extrême droite (ARIL) | 853          | 1,71         |             |             |  |
|                    |                               |                       |              |              |             |             |  |
| Inscrits           | Inscrits                      | Inscrits              | 58 510       | 100,00       | 58 459      | 100,00      |  |
| Abstentions        | Abstentions                   | Abstentions           | 7 563        | 12,93        | 7 802       | 13,35       |  |
| Votants            | Votants                       | Votants               | 50 947       | 87,07        | 50 657      | 86,65       |  |
| Blancs et nuls     | Blancs et nuls                | Blancs et nuls        | 1 112        | 2,18         | 1 386       | 2,74        |  |
| Exprimés           | Exprimés                      | Exprimés              | 49 835       | 97,82        | 49 271      | 97,26       |  |
| Source : Data.gouv |                               |                       |              |              |             |             |  |

Le suppléant de Marcel Dassault était Jean-Pierre Jordan, conseiller général du canton de Grandvilliers, maire de Daméraucourt.

### Élections législatives de 1978
|                    | Marcel Dassault sortant réélu | RPR                        | 30 285 | 51,12  |  |  |  |
|                    | Walter Amsallem               | PS                         | 13 159 | 22,21  |  |  |  |
|                    | Claude Aury                   | PCF                        | 9 883  | 16,68  |  |  |  |
|                    | Michel Breton                 | LO                         | 2 526  | 4,26   |  |  |  |
|                    | Jean-Claude Papoz             | MDD                        | 1 563  | 2,64   |  |  |  |
|                    | Claude Vigneron               | LCR                        | 1 119  | 1,89   |  |  |  |
|                    | Marianne Bocquet              | Divers droite (Maj. prés.) | 711    | 1,20   |  |  |  |
|                    | M. Loonis                     | Sans étiquette             | 1      | 0,00   |  |  |  |
|                    |                               |                            |        |        |  |  |  |
| Inscrits           | Inscrits                      | Inscrits                   | 69 269 | 100,00 |  |  |  |
| Abstentions        | Abstentions                   | Abstentions                | 8 558  | 12,35  |  |  |  |
| Votants            | Votants                       | Votants                    | 60 711 | 87,65  |  |  |  |
| Blancs et nuls     | Blancs et nuls                | Blancs et nuls             | 1 464  | 2,41   |  |  |  |
| Exprimés           | Exprimés                      | Exprimés                   | 59 247 | 97,59  |  |  |  |
| Source : Data.gouv |                               |                            |        |        |  |  |  |

Le suppléant de Marcel Dassault était Guy Desessart, conseiller général du canton de Ressons-sur-Matz, maire de Cuvilly.

### Élections législatives de 1981
|                       | Marcel Dassault sortant réélu | RPR (UNM)      | 30 285 | 53,96  |  |  |  |
|                       | Walter Amsallem               | PS             | 18 925 | 33,72  |  |  |  |
|                       | Claude Aury                   | PCF            | 5 534  | 9,86   |  |  |  |
|                       | Michel Breton                 | LO             | 1 382  | 2,46   |  |  |  |
|                       |                               |                |        |        |  |  |  |
| Inscrits              | Inscrits                      | Inscrits       | 71 718 | 100,00 |  |  |  |
| Abstentions           | Abstentions                   | Abstentions    | 14 785 | 20,62  |  |  |  |
| Votants               | Votants                       | Votants        | 56 933 | 79,38  |  |  |  |
| Blancs et nuls        | Blancs et nuls                | Blancs et nuls | 807    | 1,42   |  |  |  |
| Exprimés              | Exprimés                      | Exprimés       | 56 126 | 98,58  |  |  |  |
| Source : Data.gouv.fr |                               |                |        |        |  |  |  |

Le suppléant de Marcel Dassault était Guy Desessart.